# اس‌تی کوراگ (۱۹۱۴)
اس‌تی کوراگ (۱۹۱۴) (به انگلیسی: ST Koraaga (1914)) یک کشتی بود که طول آن ۳۴٫۹۳ متر (۱۱۴٫۶ فوت) بود. این کشتی در سال ۱۹۱۴ ساخته شد.